# Ria Stars FC
El Ria Stars fue un club de fútbol de Sudáfrica, de la ciudad de Polokwane. Fue fundado en 1989 y desapareció en 2002.

## Historia
El equipo se fundó en 1989 por Ria Ivy Ledwaba. El equipo consiguió ascender a la Premier Soccer League en 2000. 
En 2002 el equipo fue vendido a la Liga Sudafricana, que pagó 8 millones de rands a Ria Ledwaba. Se efectuó esta compra para reducir el número de equipos de la Premier Soccer League, de 18 a 16.
El apodo es Manyora, que significa pequeños ladrones.

### Ria Stars en la Premier Soccer League
- 2001-02: 12º
- 2000-01: 7º

## Uniforme
- Uniforme titular: Camiseta amarilla, pantalón azul y medias blancas.

## Estadio
El Ria Stars jugaba en el Estadio Pietersburg (en inglés: Pietersburg Stadium). Este estadio fue inaugurado en 1976 y tiene una capacidad de 35000 personas.

## Palmarés
- 1 Primera División de Sudáfrica (2000)